# 克兰芝转播站
克兰芝转播站（全称为“BBC World Service Far Eastern Relay Station”，中文为“英国广播公司全球服务远东转播站”）位于新加坡克兰芝郊区，是英国广播公司在东南亚的一个短波转播站，这个转播站原设在马来西亚，20世纪60年代初英国实施对外广播新政策后，为加强对东北亚和东南亚的广播，迁至新加坡，增设大功率发射机，于1963年启用。

## 现有设备
目前，克兰芝转播站有250千瓦短波发射机5部，主要对东北亚和东南亚广播，由于发射功率大，故亚洲大部分地区都能收到其发射的信号，信号清晰可闻。

## 目前合作转播电台
- 英国广播公司全球服务（华语广播已于2011年3月26日起停止转播）
- 日本国际广播电台
- 澳洲广播电台
- 德国之声